# Lijn 1 (metro van New York)
De 1 Broadway-Seventh Avenue Local of ook wel lijn 1 is een metrolijn die onderdeel is van de metro van New York. Op plattegronden, stationsborden en richtingfilms staat de lijn aangegeven in de kleur rood. De lijn loopt via de Broadway-Seventh Avenue Line vanaf Van Cortlandt Park-242nd Street naar het zuiden van Manhattan bij South Ferry. Het traject van de metrolijn ligt grotendeels in Manhattan, maar de drie meest noordelijk gelegen metrostations liggen in het zuidwesten van The Bronx. 

## Geschiedenis
Toen de eerste metro reed, deed hij dienst vanaf Lower Manhattan naar Van Cortlandt Park in The Bronx.
Op 3 juni 1917 ontstond het eerste stuk van lijn 1. Een shuttledienst van Times Square naar 34th Street-Penn Station. Een traject van twee stations. Het traject werd verlengd richting South Ferry en ontstond er een kortere shuttledienst vanaf Chambers Street naar Wall Street.
In 1989 ontstond er een lijn 9 dat hetzelfde traject aflegde als lijn 1. De lijn werd een skip-stop service genoemd en reed alleen in spitsuren. In mei 2005 werd lijn 9 opgeheven.
Voor 11 september 2001 reden de treinen van lijn 1 dwars onder de torens van het World Trade Center. Nadat de torens waren ingestort was het station zwaar beschadigd geraakt. Lijn 1 deed een lange tijd dienst tot Chambers Street en keerde daarna weer terug. In mei 2002 konden de treinen weer doorrijden tot South Ferry.

## Stations

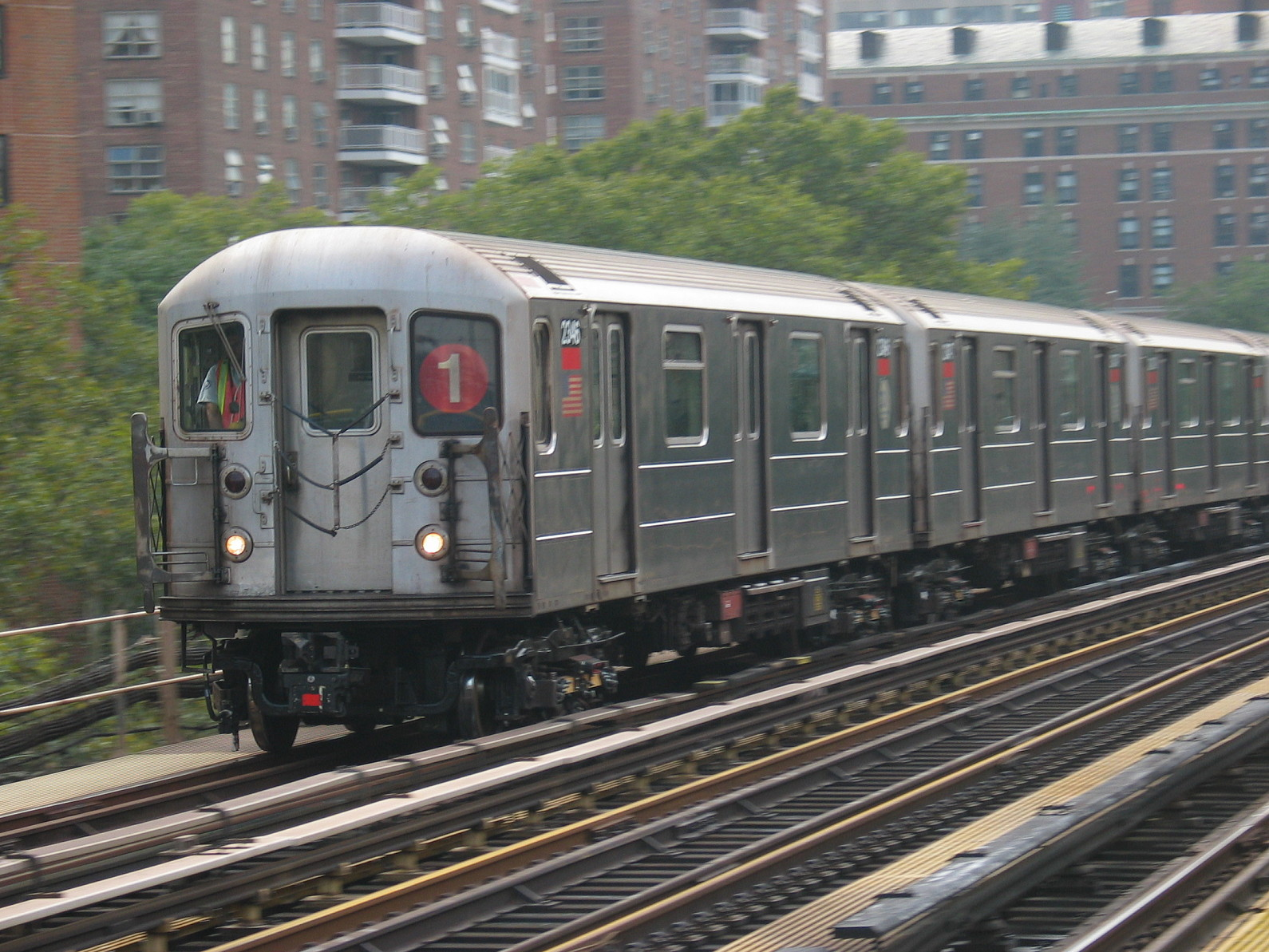
Lijn 1 nadert 125th Street

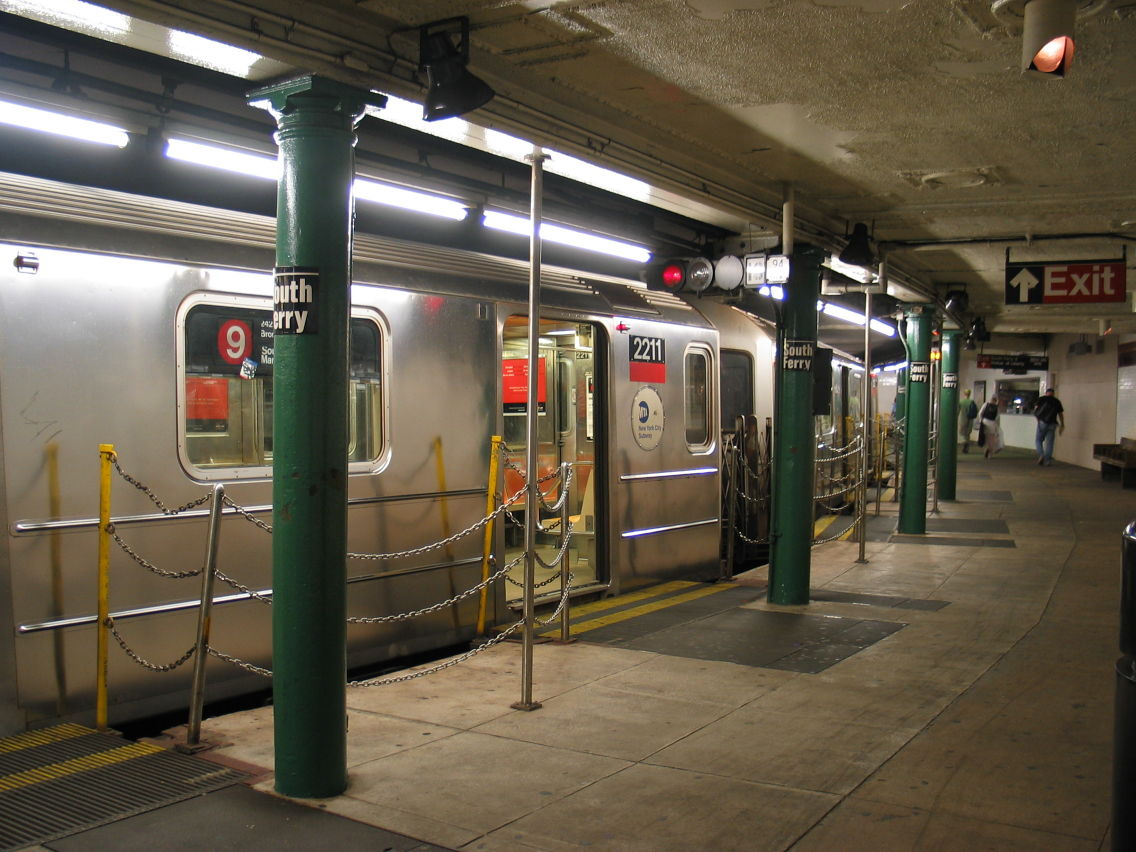
Het eindpunt South Ferry met lijn 9 op de achtergrond

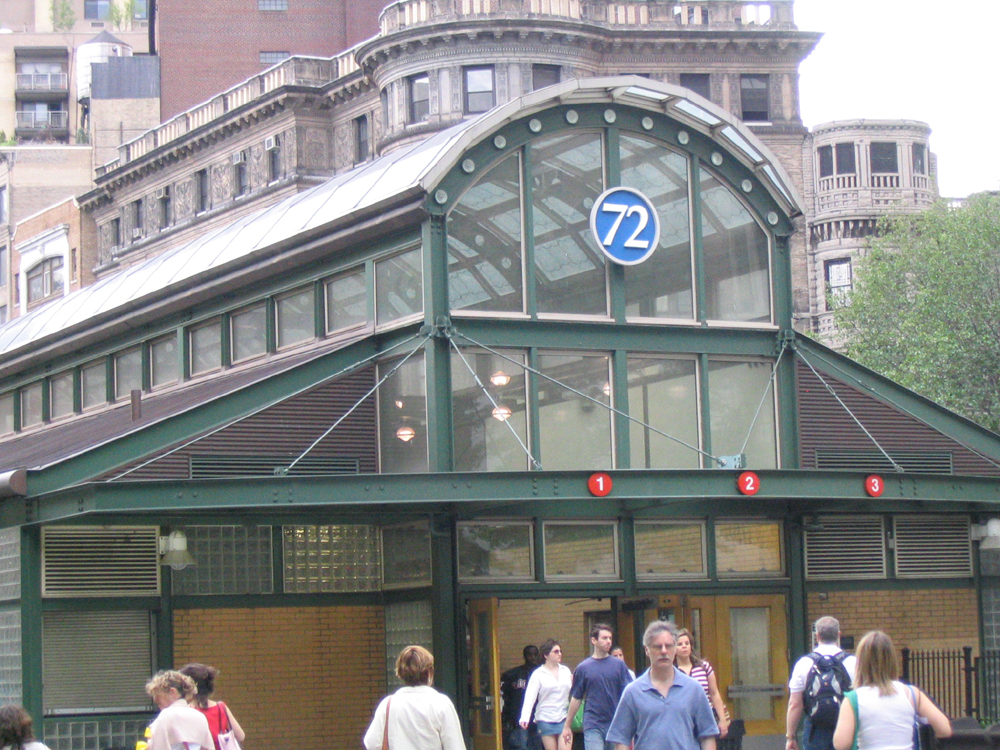
Het bijzondere stationsgebouw van 72nd Street

|                   | Station                            |  | Overstappunt                                   |
| ----------------- | ---------------------------------- |  | ---------------------------------------------- |
| The Bronx         |                                    |  |                                                |
| stopt alle tijden | Van Cortlandt Park-242nd Street    |  |                                                |
| stopt alle tijden | 238th Street                       |  |                                                |
| stopt alle tijden | 231th Street                       |  |                                                |
| Manhattan         |                                    |  |                                                |
| stopt alle tijden | 225th Street                       |  |                                                |
| stopt alle tijden | 215th Street                       |  |                                                |
| stopt alle tijden | 207th Street                       |  |                                                |
| stopt alle tijden | Dyckman Street                     |  |                                                |
| stopt alle tijden | 191st Street                       |  |                                                |
| stopt alle tijden | 181st Street                       |  |                                                |
| stopt alle tijden | 168th Street                       |  |                                                |
| stopt alle tijden | 157th Street                       |  |                                                |
| stopt alle tijden | 145th Street                       |  |                                                |
| stopt alle tijden | 137th Street-City College          |  |                                                |
| stopt alle tijden | 125th Street                       |  |                                                |
| stopt alle tijden | 116th Street-Columbia University   |  |                                                |
| stopt alle tijden | Cathedral Parkway-110th Street     |  |                                                |
| stopt alle tijden | 103rd Street                       |  |                                                |
| stopt alle tijden | 96th Street                        |  |                                                |
| stopt alle tijden | 86th Street                        |  | Stops late nights only                         |
| stopt alle tijden | 79th Street                        |  | Stops late nights only                         |
| stopt alle tijden | 72nd Street                        |  |                                                |
| stopt alle tijden | 66th Street-Lincoln Center         |  | Stops late nights only                         |
| stopt alle tijden | 59th Street-Columbus Circle        |  | Stops late nights only                         |
| stopt alle tijden | 50th Street                        |  | Stops late nights only                         |
| stopt alle tijden | Times Square-42nd Street           |  |                                                |
| stopt alle tijden | 34th Street-Penn Station           |  | LIRR                                           |
| stopt alle tijden | 28th Street                        |  | Stops late nights only                         |
| stopt alle tijden | 23rd Street                        |  | Stops late nights only                         |
| stopt alle tijden | 18th Street                        |  | Stops late nights only                         |
| stopt alle tijden | 14th Street                        |  |                                                |
| stopt alle tijden | Christopher Street-Sherdian Square |  | Stops late nights only                         |
| stopt alle tijden | Houston Street                     |  | Stops late nights only                         |
| stopt alle tijden | Canal Street                       |  | Stops late nights only                         |
| stopt alle tijden | Franklin Street                    |  | Stops late nights only                         |
| stopt alle tijden | Chambers Street                    |  |                                                |
| stopt alle tijden | WTC Cortlandt                      |  | PATH via World Trade Center Transportation Hub |
| stopt alle tijden | Rector Street                      |  |                                                |
| stopt alle tijden | South Ferry                        |  |                                                |

Van noord naar zuid:
Van Cortlandt Park-242nd Street · 
238th Street · 
231st Street · 
Marble Hill-225th Street · 
215th Street · 
207th Street · 
Dyckman Street · 
191st Street · 
181st Street · 
168th Street · 
157th Street · 
145th Street · 
137th Street-City College · 
125th Street · 
116th Street-Columbia University · 
110th Street-Cathedral Parkway · 
103rd Street · 
96th Street ·
86th Street · 
79th Street · 
72nd Street · 
66th Street-Lincoln Center · 
59th Street-Columbus Circle · 
50th Street · 
Times Square-42nd Street · 
34th Street-Penn Station · 
28th Street · 
23rd Street · 
18th Street · 
14th Street · 
Christopher Street-Sheridan Square · 
Houston Street · 
Canal Street · 
Franklin Street · 
Chambers Street · 
WTC Cortlandt · 
Rector Street · 
South Ferry
 ·  ·  ·  ·  ·  ·  ·  ·  · 